# Grotte de Kitum
La grotte de Kitum est située dans le parc national du mont Elgon sur le versant kényan du volcan, non loin de la frontière avec l'Ouganda. La grotte devient célèbre dans les années 1980, quand deux visiteurs européens y auraient contracté le virus Marburg, filovirus de la famille du virus Ebola et, potentiellement aussi dangereux. C'est l'une des cinq grottes à éléphants du volcan, où les animaux (dont les éléphants) creusent la roche pour en extraire les sels minéraux.

## Géographie
La grotte de Kitum se trouve dans le parc national du mont Elgon, au Kenya.

### Le parc national du mont Elgon
C'est une réserve naturelle montagneuse de part et d'autre de la frontière du Kenya et de l'Ouganda. La partie kényane, où se trouve la grotte de Kitum, couvre 169 km2 (protégée en 1968), l'ougandaise fait 1 110 km2 (protégée en 1992).
Le parc est situé à 140 km au nord du lac Victoria. Il recèle différents biotopes, dont les forêts d'altitude d'Afrique orientale, qui forment une écorégion unique protégée par le WWF ainsi que de nombreuses grottes.
En périphérie, le parc est bordé par une zone de population agricole très dense, qui profite de la fertilité des terres volcaniques.

### Le mont Elgon
Le mont Elgon est un stratovolcan éteint du début du Miocène, qui culmine à 4 321 m. C'est la dix-septième plus haute montagne d'Afrique.

### Accès et dimensions de la grotte
La grotte de Kitum est située à 2 400 m d'altitude. Elle fait une cinquantaine de mètres de large à son entrée et a une profondeur de 165 m ; elle est incluse dans des roches pyroclastiques (volcaniques) et non, comme certains l'ont présumé, dans un tube de lave.
La large entrée de la grotte paraît sortir de nulle part. La végétation luxuriante et verte qui recouvre le paysage déchiqueté du mont Elgon cache la grotte de la vue des marcheurs, jusqu'à ce que le promeneur se trouve face à elle. Les animaux n'ont en revanche aucune difficulté à la localiser et viennent pour y flâner ou s'alimenter.
Une petite chute d'eau tombe en rideau devant l'entrée mais ne coule pas à l'intérieur de la grotte. Elle s'infiltre entre les blocs d'effondrement et la végétation qui borde l'entrée. Dans la grotte, pas lit de rivière, ni de stalactite : c'est une grotte sèche.
La température constante dans la grotte est de 12,5 - 13,5 °C. L'humidité relative y est de 100 %.

## Toponymie
En langue maasaï, Kitum signifie « lieu de cérémonies ».

## Historique

### Archéologie
Des restes archéologiques suggèrent que la communauté indigène Sabaot l'utilise durant des siècles comme abri et refuge contre les pillards. Le site avait une valeur culturelle et religieuse où étaient pratiquées la circoncision et les prières.
Le sel de la grotte était employé pour le bétail ou, parfois pour la cuisine ; il était extrait à la pioche.

### Cartographie

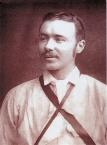
Joseph Thomson décrit le mont Elgon et ses grottes, en 1885.

#### Joseph Thomson, explorateur
La première description de la grotte est donnée par Joseph Thomson, explorateur et géologue écossais, qui œuvre pour le compte de la Royal Geographical Society de Londres. Il parvient au mont Elgon fin décembre 1883 au cours d'une mission d'exploration à travers les terres maasaï (Through Masai Land, 1885). Joseph Thomson mène une caravane qui part de la côte est de l'Afrique et rejoint les rivages septentrionaux du lac Victoria.
Sur le chemin du retour, il est informé de la présence au nord, de grottes et de mineurs sur le mont Elgon. Intrigué, il fait route vers le volcan et observe la présence d'un grand nombre de cavités sombres, disposées sur un même niveau, autour de la montagne. Les grottes sont souvent profondes et se situent toujours dans une couche d'agglomérats, bordée en partie supérieure par une couche de lave.
Certaines grottes sont habitées par les tribus Wa-Elgon et leur bétail ; ils y logent dans de petites huttes.
Joseph Thomson pressent que la vaste étendue des excavations ne peut être le seul fait du labeur des tribus locales, équipées de petites pioches. Il émet l'hypothèse qu'une civilisation très avancée a pu les creuser, à la recherche de pierres ou de métaux précieux. Mais s'il conclut que les Égyptiens ne sont pas allés aussi loin au cœur de l'Afrique, quelle autre civilisation a pu en être à l'origine ? Tous les guides locaux qu'il souhaite s'adjoindre refusent d'accompagner son groupe, en raison des conflits tribaux permanents qui perturbent la région. Par ailleurs ils doivent progresser dans une nature dense et difficile, sans chemin apparent. Joseph Thomson décide à regrets, de quitter promptement le mont Elgon, sans même s'enquérir de la richesse minérale des grottes.
Il est probable que son récit inspire Henry Rider Haggard pour son roman Les Mines du Roi Salomon, publié également en 1885.

#### Ian Redmond, biologiste
Une carte de la grotte est établie par le biologiste anglais, Ian Redmond (en), spécialiste des éléphants, ancien collaborateur de Dian Fossey (imagée dans le film Gorilles dans la Brume, au Rwanda). Il reste cinq mois à l'entrée de la grotte, en 1982, pour étudier l'activité nocturne des troupeaux de pachydermes. Ce dernier émet la théorie selon laquelle l'excavation viendrait du creusement par les éléphants au rythme de quelques kilos par nuit (la roche saline est attrayante pour les troupeaux d'éléphants et autres mammifères de moyenne et grande taille) ; le besoin journalier de l'éléphant est estimé à 100 g de sel. L'activité géophage reproduite génération après génération, sur des centaines de milliers d'années aurait pour conséquence la spéléogenèse par les éléphants.

## Géologie

### Composition

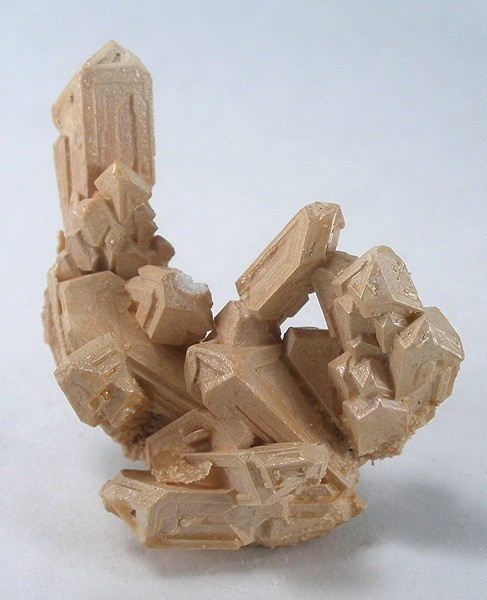
Mirabilite (USA), aussi appelée sel de Glauber : sulfate de sodium hydraté.

Les grottes du mont Elgon sont similaires du point de vue géologique. Elles sont souvent prises pour des tubes de lave (tunnels formés par le passage de la lave chaude sous une croûte solide dans les volcans de type effusif) mais n'en sont pas. La roche qui les constitue n'est pas de la lave; c'est un agglomérat volcanique et composite, fait de petits et gros blocs de lave, qui ont été éjectés par l'éruption du volcan, au milieu d'un amas de fines cendres qui servent de liant à la roche solide.
La roche de la grotte contient une faible fraction de sulfate de sodium, encore appelée sel de Glauber ou mirabilite.

### Spéléogenèse
Plusieurs auteurs ont étudié des grottes similaires (de cinq à trente) sur le mont Elgon, sur ses faces sud et sud-est.

#### Facteurs naturels
Il semble que toutes les grottes aient évolué sur le même modèle. La principale cause de leur genèse est géomorphologique.
Selon Joyce Lundberg et Donald Mc Farlane, de petits courants d'eau en arrière de la cascade coulent sur une chape résistante, faite de la superposition de roches pyroclastiques et de couches d'argile. Le gonflement de l'argile par l'eau souterraine entraîne des glissements de terrain. C'est la première phase de la formation de la grotte ; elle libère l'accès au travail des animaux.

#### Géophagie
Les éléphants géophages, d'autres espèces herbivores et, dans une certaine proportion, l'activité humaine modifient significativement et élargissent les grottes,. La géophagie joue un rôle pivot car elle accroît l'extension latérale des parois de la grotte et permet la manifestation naturelle de nouveaux éboulements de la voûte, dont le sol est dégagé par le piétinement comme la mastication des débris par les animaux.
Les phénomènes classiques de genèse d'une grotte comme la dissolution karstique ou la formation d'un canal d'écoulement d'eau sont absents des grottes observées.
En 2006, la population de pachydermes du parc est évaluée à 150 éléments mais, avant le braconnage pré-XXe siècle, elle est estimée à 1 200 éléphants.
Le calcul estimatif de la genèse de la grotte sur base de la population d'éléphants et du volume de roche déplacée et mastiquée permet de déduire une origine de la grotte postérieure à l'Holocène.

#### Activité minière
L'extraction humaine modérée s'arrête dans les années 1950. Elle est faite avant tout pour suppléer aux besoins du bétail. Les hommes creusent la roche proche de la lumière naturelle; de fait les traces de pioches se trouvent à l'entrée des grottes, alors que les éléphants sont actifs tout le long de celles-ci. Les hommes emportent la cendre plutôt que les larges blocs de lave, qui sont trop durs pour être mangés par le bétail.

### Minéralogie
La voûte de la grotte contient des parties pétrifiées d'une ancienne forêt pluviale, piégée par une éruption du volcan Elgon, il y a sept millions d'années. La cendre recouvre le mont, abat de grands arbres, dont les fossiles ou parfois simplement les trous en forme de tronc, sont encore ensevelis dans la roche.
À certains endroits une grande variété de fragments d'os d'animaux, comme ceux de crocodiles, d'hippopotames et d'éléphants dépassent des parois.

## Description

### Faune

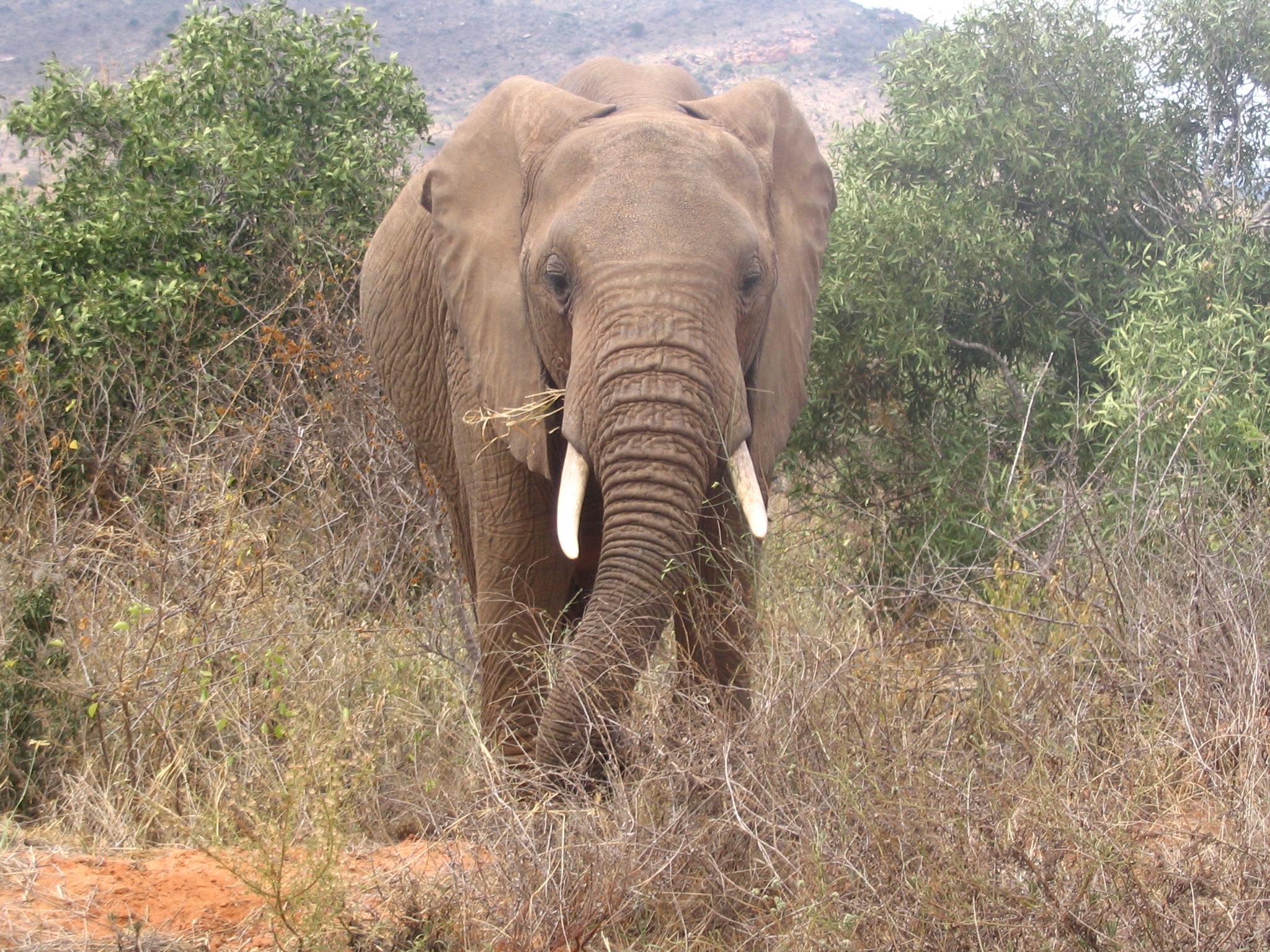
Éléphant de savane (loxodonta africana africana).

#### Les herbivores
Sur les parois de la grotte de Kitum, les défenses d'éléphants ont strié la cavité. Les éléphants mâchent la roche éboulée pour sa teneur en sels de sodium. Des parties de la grotte sont d'accès étroit en raison de blocs de la voûte qui jonchent le sol. L'éléphant manifeste néanmoins une remarquable agilité pour se frayer un passage.
Comme la roche est friable, des blocs peuvent aussi s'en détacher naturellement et de façon intempestive. Redmond relate qu'en 1982, la chute d'un bloc important tue au moins un éléphant.
Une profonde crevasse, sur le parcours de la cavité, aurait piégé de jeunes éléphants, qui seraient morts durant leurs déplacements nocturnes.
Les éléphants présents au mont Elgon sont des éléphants de savane (loxodonta africana africana) et non les éléphants de forêts (loxodonta cyclotis) que l'on retrouve en Afrique centrale et de l'ouest.
D'autres herbivores pénètrent la grotte pour en creuser la roche, comme les guibs harnachés, ou pour y consommer le sel laissé par les éléphants, à l'exemple des buffles.

#### Les carnivores
Les herbivores, qui entrent dans les parties sombres de la grotte a fortiori de nuit, pénètrent un environnement dangereux dont profitent leurs prédateurs, les léopards et les hyènes. À l'environnement obscur, s'ajoute leur distraction, ils sont souvent trop occupés à se délecter de la roche grattée pour rester vigilants sur leur possible destin.

#### Les autres mammifères
Les observations indiquent aussi la visite de primates et de damans.

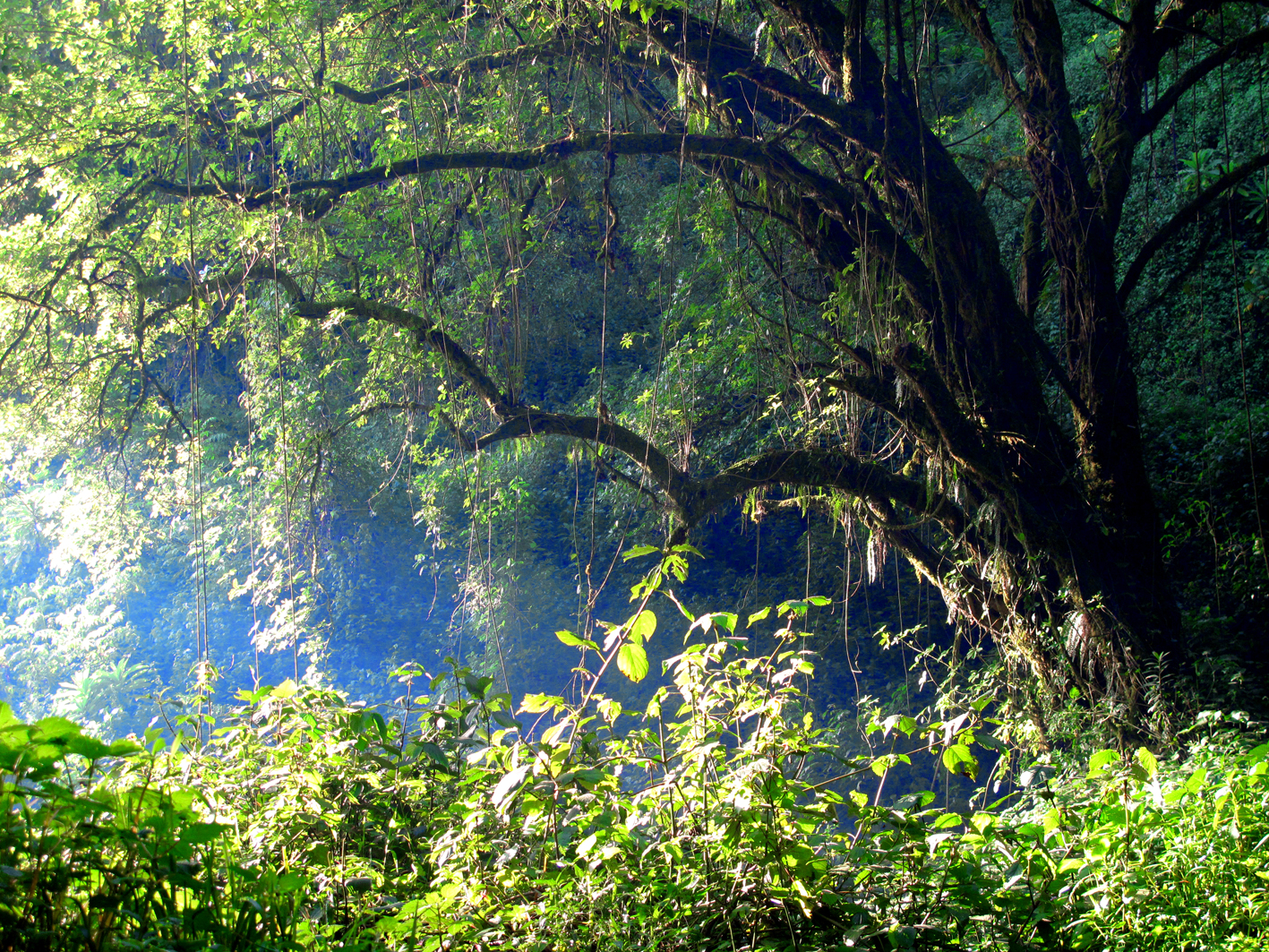
Forêt humide du mont Elgon, une des forêts d'altitude d'Afrique orientale.

Une partie de la grotte est habitée par des chauves-souris frugivores ou insectivores, suspectées d'être les hôtes du virus Marburg. Sous leurs colonies, le sol et les parois sont couverts de guano ; la preuve n'a cependant pas pu être apportée que la présence des chauves-souris de la grotte est à l'origine de la transmission du virus Marburg, en dépit d'une expédition scientifique américaine, organisée au printemps 1988.

### Ressources
L'ion sodium de la roche saline est précieux pour l'équilibre alimentaire des herbivores,.
Il est le principal cation circulant dans le sang et les fluides des animaux ; il prédomine sur le potassium, le calcium, le magnésium, etc. Les plus nécessiteux en sels de sodium sont les herbivores, car les plantes recèlent une faible teneur en sodium, alors que les carnivores trouvent le sel dans la chair des animaux qu'ils mangent.
En plaine, ces sels bordent les points d'eau asséchés et sont facilement disponibles, mais ils sont une denrée rare en montagne, dans une forêt humide, aux pentes raides et, de surcroît, lessivées par les pluies importantes.
Certains auteurs suggèrent que le sodium pourrait également être un supplément au fer à haute altitude.

## Le virus de Marburg

### Identification du virus

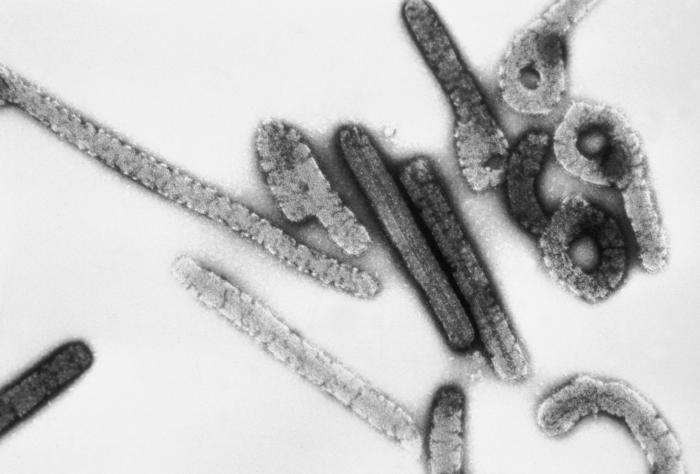
Virus de Marburg - filovirus de la famille du virus d'Ebola.

Le Français Charles Monet a cinquante-six ans ; il visite la grotte en 1980 et tombe malade quatorze jours plus tard, victime de violents maux de tête, de vomissements puis d'hémorragies ; il est hospitalisé à Nairobi où il meurt peu après.
Les analyses prouvent qu'il a contracté la maladie hémorragique de Marburg. Il contamine le Dr Shem Musoke, jeune médecin des urgences qui le réceptionne ; ce dernier en réchappe.
En 1987, neuf jours après une visite du même site avec sa famille, Peter Cardinal, un enfant danois de dix ans (quinze ans selon d'autres sources) tombe malade. Il décède dans des conditions semblables à celles du Français, onze jours après les premiers symptômes. Il est la seconde victime du virus à avoir fréquenté le lieu.
Deux souches de virus sont cataloguées à partir de ces infections : la souche Shem Musoke (MUS) et la souche Ravn (RAV), du nom de famille du jeune patient danois.

### Expédition de virologues à la grotte

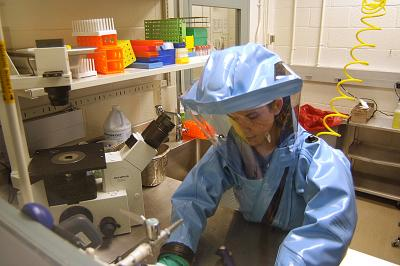
Biosécurité de classe 4 : comme pour les virus Marburg ou Ebola (source Institut de recherche médicale des maladies infectieuses de l'armée des États-Unis).

Jusqu'à cette date, le réservoir naturel des filovirus est inconnu, bien que les premières épidémies africaines datent du milieu des années 1970 : en 1976 à Ebola au Congo (ex-Zaïre), pour le virus Ebola, et en 1975 en Afrique du Sud, pour le virus Marburg, lorsque trois personnes sont infectées.
Ces agents pathogènes sont mortels et classés de niveau 4. Ils sont à l'origine d'importantes fièvres hémorragiques chez l'homme et chez les primates. Leur histoire naturelle est alors une énigme. De fait, la recherche de l'hôte revêt une importance cruciale pour comprendre l'évolution du virus et sa distribution géographique. Le taux de létalité au virus de Marburg s'élève à 80 %,. Par comparaison, le taux de létalité de l'épidémie d'Ebola de 2013-2015 se situe autour de 50 %.
Gene Johnson, chasseur de virus civil qui travaille pour l'armée américaine (USAMRIID - Institut de recherche médicale des maladies infectieuses de l'armée des États-Unis (en)), décide d'organiser une expédition dans la grotte pour identifier le virus Marburg, six mois après le décès du jeune Danois. Il achemine sur place des combinaisons biologiques autonomes pour évoluer en « zones chaudes ».
La mission américano-kenyane réunit 35 membres et emploie aussi des animaux sentinelles, cochons d'Inde et singes, disposés dans la grotte pour révéler la présence éventuelle du virus ; certaines cages sont installées directement sous la colonie de chauves-souris.
L'expédition est un échec : aucun des échantillons de sang ou de tissus prélevés ne témoigne de la présence du virus ; les prélèvements ne réagissent pas au test d'anticorps du virus Marburg ; les animaux sentinelles, stationnés dans la caverne, restent en bonne santé.

### Les chauves-souris frugivores, hôtes sains

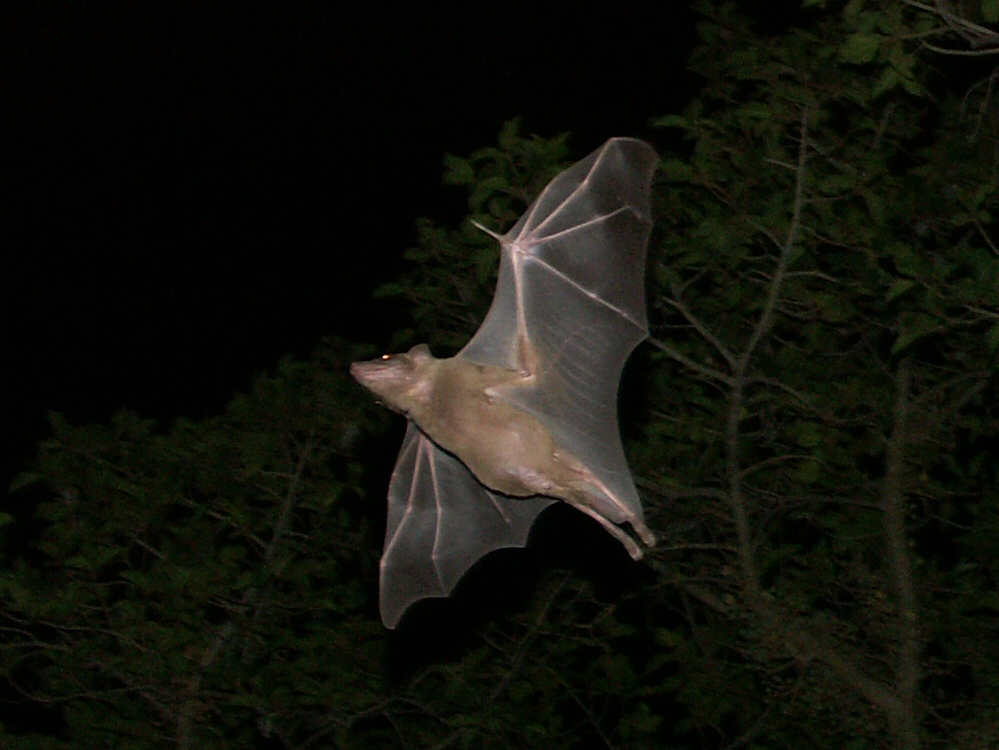
Chauve-souris frugivore (rousettus aegyptiacus).

#### La mine de Kitaka, Ouganda
En 2007, quatre mineurs contractent le virus Marburg (dont un décès) dans la mine active de Kitaka, au sud de l'Ouganda, puis deux touristes sont infectés après avoir visité une grotte distante de 50 km, Python Cave (dont un décès). Au mois de septembre 2007, des expéditions scientifiques similaires sont organisées en Ouganda et au Gabon.
La mine et la grotte ougandaises servent de refuge à des colonies identiques à celles de la grotte de Kitum : des chauves-souris frugivores de l’espèce Rousettus aegyptiacus. À cette occasion, les prélèvements de tissus sur les chauves-souris montrent la présence des deux souches du virus Marburg (MARV et RAVV). Le vecteur du virus, qui a longtemps été suspecté à Kitum, serait donc la chauve-souris frugivore égyptienne ou son guano ; aucun des mineurs n'a pourtant été mordu. Le virus Marburg pourrait se propager par l'inhalation de la poudre de guano.
La Roussette égyptienne est abondante et largement distribuée en Afrique. Contrairement aux autres espèces de la famille des Pteropidae, à laquelle elle appartient, ce sont des habitants obligatoires des grottes (ou mines). Dans leurs abris, la densité des chauves-souris peut aller jusqu'à 400 par mètre carré.

#### La mission concomitante au Gabon
Au même moment, la mission scientifique au Gabon confirme la présence du virus chez la même famille de chauves-souris. C'est le premier cas d'identification d'un réservoir du virus Marburg dans une population animale, hors primates. L'éloignement du Gabon par rapport à la zone historique des cas de fièvres hémorragiques à Marburg (surtout en Ouganda, Kenya et République démocratique du Congo, mais aussi en Angola) indique que la zone à risque est plus étendue que celle identifiée jusqu'alors,.
La roussette d'Égypte ne développe pas de signes de maladie en présence du virus, il s'agit d'un hôte sain.

#### Les chauves-souris frugivores et le virus Ebola

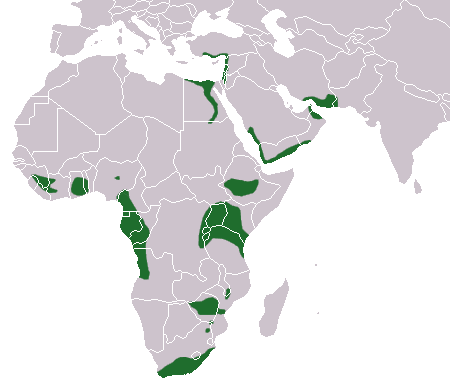
Couverture géographique de la roussette d'Égypte (Source Chermundy).

De façon concomitante, les virologues démontrent que trois espèces de chauves-souris frugivores sont des réservoirs probables du virus Ebola.
Lors de l'épidémie actuelle Ebola en Guinée, Sierra Leone, et au Liberia débutée en 2013, le patient zéro guinéen, un enfant de deux ans, pourrait avoir été contaminé alors qu'il jouait dans un arbre creux abritant une colonie de chauves-souris insectivores, comme l'affirment les chercheurs allemands de l'Institut Robert Koch de Berlin.
La localisation du réservoir à virus est une étape clé pour la compréhension et la prédiction des facteurs préalables à une nouvelle percée du virus hémorragique chez l'homme, qu'ils soient sociaux, écologiques ou encore liés aux caractéristiques génétiques du virus.

### L'équilibre écologique en question, les virus émergents

#### Déforestation et réservoirs de virus
La pression humaine est croissante sur la forêt primaire, réservoir profond de la vie sur la planète; ces vastes espaces de forêts des régions tropico-équatoriales hébergent une très large proportion d'espèces végétales et animales du monde. Elles sont aussi des réservoirs de virus, puisque tout ce qui vit en est porteur. Quand l'écosystème refuge est exposé, les virus, autrefois isolés, donc naturellement contingentés, tendent à se multiplier par vagues dans la population humaine. Les virus appelés émergents, qui apparaissent ces dernières décennies, en sont les témoins, comme le virus du VIH, de la dengue, du chikungunya, de Marburg, l'Ebola Soudan, l'Ebola Zaïre, l'Ebola Reston, etc.

#### Extermination des chauves-souris de Kitaka

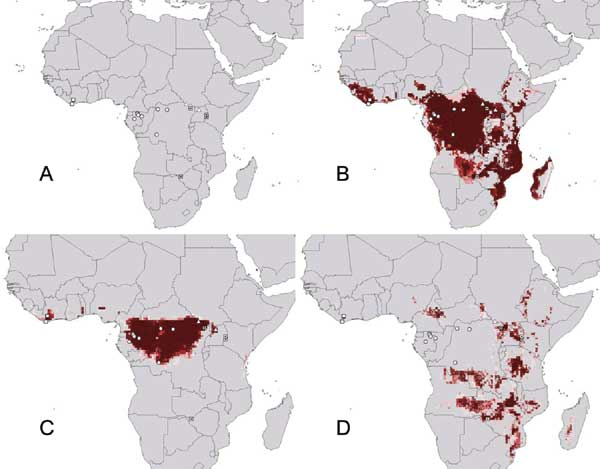
Vue D : Projection géographique des niches à virus Marburg. Modèle basé sur les occurrences connues de fièvres hémorragiques à Marburg. (Source CDC, 25 novembre 2003).

Après la contamination dans la mine de Kitaka, en 2007, les mineurs exterminent 100 % de la population de chauves-souris du lieu (la colonie compte entre 40 000 et 100 000 représentants) par la pose de barrières de roseaux de papyrus, qui obstruent la sortie de la mine et de filets de pêcheur qui les piègent.
Les recherches menées en collaboration par le CDC, l'UVRI (Institut de recherche virale d'Ouganda (en)) et l'UWA (Office ougandais de la vie sauvage (en)) sont, de fait, interrompues dès 2008. Pourtant, les scientifiques mettent en garde la population dès l’origine contre l'extermination des chauves-souris de la mine. Ils pressentent que la protection d'une future contamination est temporaire. Ils affirment au contraire que l'extermination va exacerber les risques de transmission à la population humaine si les méthodes d'exclusion des chauves-souris qui sont incriminées ne sont pas complètes et permanentes.
En octobre 2012, une résurgence du Marburg est diagnostiquée à Ibanda, une ville du sud-ouest de l'Ouganda, distante de 20 km de Kitaka, avec 15 cas confirmés. Après recherches, le vecteur naturel viendrait à nouveau de la mine rouverte de Kitaka, qui ne compte plus que 1 à 5 % de la population de départ de chauves-souris, avant la tentative d'éradication. La prévalence du virus chez les roussettes d'Égypte a grimpé à 13,3 %, alors qu'elle n'était que de 5,1 % avant l'épisode de 2007-2008.
L'hypothèse du groupe de recherche serait que la petite colonie de roussettes, qui réoccupe la mine à sa remise en exploitation, est soumise à des niveaux d'exposition plus élevés aux virus Marburg. La grande variété génétique des virus isolés à cette occasion le confirmerait. La prévalence accrue du virus chez la chauve-souris augmente le risque de contamination de la population humaine.
La même mise en garde est faite par le Dr Leendertz de l'Institut Robert Koch pour l'épidémie Ebola d'Afrique de l'Ouest débutée en 2013. « Ce n'est pas une solution de commencer à tuer les chauves-souris ou à détruire leur habitat. Cela pourrait même avoir un effet rétroactif désastreux ».